# Теодорович Йосафата Ірина
Теодорович Йосафата (хресне ім'я Ірина (5 липня 1878, Рахиня — 12 липня 1954, Фокс-Чейз, Пенсільванія, США) — церковна діячка, монахиня василіянка в Галичині й США, рідна сестра священників-василіян Епіфанія і Павла Теодоровичів та монахині Моніки Теодорович-Полянської, ЧСВВ.

## Життєпис
Народилася в с. Рахиня в сім'ї священника Миколи Теодоровича і Харитини з роду Охримовичів. В молодому віці вступила до сестер василіянок на новіціат в Словіті. Була настоятелькою монастирів у Словіті (1900–1902), Львові (1902) і Яворові (1903–1914), а в часі Першої світової війни на доручення митрополита Андрея Шептицького виїхала до Києва, де заснувала і провадила сиротинець для дітей галицьких біженців. Після захоплення Києва радянською владою повернулася до Галичини, де в 1918–1922 рр. знову була в Словіті настоятелькою.
1922 р. виїхала до Філадельфії (США), де стала головною настоятелькою для всіх сестер василіянок, зайнятих в установах і парафіяльних школах українських греко-католицьких єпархій в Америці (1924–1949). Причинилася до розбудови провінційного осідку сестер у місцевості Фокс Чейз в окрузі Філадельфія.